# Guilaine Londez
Guilaine Londez est une actrice française née le 14 mars 1965 à Saint-Gilles, dans le Gard.
En 2021, elle reçoit le Prix d’Interprétation Féminine au festival Ciné Roman de Nice, pour le rôle de Sœur Jacopa dans le film Benedetta, de Paul Verhoeven, ainsi que pour son interprétation de la mère d’Adrien dans Le Discours de Laurent Tirard. 

## Biographie
Guilaine Londez commence ses études au conservatoire de Montpellier en 1984, puis les poursuit à l'École de la Comédie de Saint-Étienne.
Londez joue souvent des seconds rôles dans des comédies.

## Filmographie

### Cinéma
- 1991 : Nuit et Jour de Chantal Akerman : Julie
- 1993 : Rupture(s) de Christine Citti : Cordelia
- 1995 : Le bonheur est dans le pré d'Étienne Chatiliez : Sylvie Thivart dite « Zig »
- 1995 : La Vie parisienne d’Hélène Angel (court métrage)
- 1998 : Une journée de merde de Miguel Courtois : Gisèle
- 1999 : Peau d'homme cœur de bête de Hélène Angel : Annie
- 1999 : Le Voyage à Paris de Marc-Henri Dufresne : la standardiste
- 2000 : L'Art (délicat) de la séduction de Richard Berry : l'agent
- 2001 : Liberté-Oléron de Bruno Podalydès : Albertine Monot
- 2001 : Comme un avion de Marie-France Pisier : la manucure
- 2001 : Se souvenir des belles choses de Zabou Breitman : Isabelle 2
- 2003 : Moi César, 10 ans ½, 1m39 de Richard Berry : la maîtresse d'école
- 2004 : Zim and Co. de Pierre Jolivet : la juge
- 2006 : Oublier Cheyenne de Valérie Minetto : Béatrice
- 2006 : Jean-Philippe de Laurent Tuel : Babette
- 2006 : Quatre Étoiles de Christian Vincent : Marianne
- 2007 : Je crois que je l'aime de Pierre Jolivet : Brigitte
- 2008 : Les Insoumis de Claude-Michel Rome : Mireille
- 2008 : La Très Très Grande Entreprise de Pierre Jolivet : Brigitte Lamarcq
- 2009 : Bancs publics (Versailles Rive-Droite) de Bruno Podalydès : la cliente au papier peint
- 2010 : No et moi de Zabou Breitman : Sylvie, tante de Lou
- 2011 : Propriété interdite d'Hélène Angel : Eliane
- 2011 : Bienvenue à bord d'Éric Lavaine : la pointilleuse
- 2011 : Mon arbre de Bérénice André (moyen métrage) : Isa
- 2011 : Le Jour de la grenouille de Béatrice Pollet : la première infirmière
- 2012 : La Stratégie de la poussette de Clément Michel : l'infirmière en réanimation
- 2013 : Vive la France de Michaël Youn : Tante Nanette
- 2013 : 12 ans d'âge de Frédéric Proust : la collègue de Charles
- 2016 : Encore heureux de Benoît Graffin : Madame Martin, la concierge
- 2016 : Retour chez ma mère d'Éric Lavaine : l'ex-collègue de Stéphanie
- 2016 : Primaire d'Hélène Angel : Mme Duru
- 2017 : Sales Gosses de Frédéric Quiring : la mère d'Alex
- 2018 : Photo de famille de Cécilia Rouaud : Françoise, la psy de Mao
- 2018 : Les Estivants de Valeria Bruni Tedeschi : Pauline
- 2019 : L'Ordre des médecins de David Roux : Dr Eva Jeantet
- 2019 : Chamboultout d'Éric Lavaine : Bérangère Mazuret
- 2020 : Éléonore d'Amro Hamzawi : Johanna
- 2020 : Le Discours de Laurent Tirard : la mère
- 2021 : Benedetta de Paul Verhoeven : sœur Jacopa
- 2021 : Oranges sanguines de Jean-Christophe Meurisse : Guilaine
- 2022 : Une robe pour Mrs. Harris d'Anthony Fabian : Madame Avallon
- 2022 : Classico de Nathanaël Guedj et Adrien Piquet-Gauthier : Thérèse
- 2022 : Juste ciel ! de Laurent Tirard : sœur Béatrice
- 2022 : Arrête avec tes mensonges d'Olivier Peyon : Gaëlle
- 2024 : Bergers de Sophie Deraspe : Cécile Espriroux
- 2025 : La Fille d'un grand amour d'Agnès de Sacy : Eliane
- 2025 : Fils de de Carlos Abascal Peiró : Nathalie Robinet

### Télévision
- 1996 : Combats de femme, épisode Mariage d'amour réalisé par Pascale Bailly : l'avocate de Nadine
- 1997 : Le Garçon d'orage de Jérôme Foulon : Marinette
- 1998 : Avocats et Associés, épisode Morts en série réalisé par Philippe Triboit : Dolorès Oliveira
- 1999 : La Crim', épisode La Part du feu réalisé par Miguel Courtois : Anne Risseau
- 1999 : Retour à Fonteyne de Philomène Esposito : Isabelle
- 1999 : N'oublie pas que tu m'aimes de Jérôme Foulon : Sandrine
- 2001 : H, épisode Une histoire de corde réalisé par Éric Lartigau : Émilie
- 2001 : L'Algérie des chimères de François Luciani : Sœur Filomena
- 2001 : Le Maire de Patrick Volson
- 2002 : Qui mange quoi ? de Jean-Paul Lilienfeld : l'hôtesse de l'hôpital
- 2002 : Une autre femme de Jérôme Foulon : la prof
- 2002 : Alice Nevers : Le juge est une femme, épisode Soumission réalisé par Pierre Boutron : Pépita
- 2003 : Anomalies passagères de Nadia Farès : Carmen
- 2002 - 2004 : Le Camarguais, série créée par Patrick Tringale et Patrick Volson : Maryse
- 2002 : Le 17, série : Inès Pérec
- 2006 : Joséphine, ange gardien, épisode Remue ménage de Laurent Lévy : Madame Pinel
- 2007 : Les Jurés de Colo Tavernier et Marie-Françoise Hans : Brigitte
- 2008 : J'ai pensé à vous tous les jours de Jérôme Foulon : Theresa
- 2008 : La Mort dans l'île de Philippe Setbon : Magali
- 2008 : Clémentine de Denys Granier-Deferre : Clara
- 2009 : Mac Orlan, série créée par Jean-Baptiste Delafon : Dora
- 2010 : À 10 minutes de la plage de Stéphane Kappes : Chimène Ramirez
- 2010 : Les Petits Meurtres d'Agatha Christie, épisode Je ne suis pas coupable réalisé par Éric Woreth : Mademoiselle Thuleau
- 2010 : Histoires de vies, épisode Pas de politique à table réalisé par Valérie Minetto
- 2012 : Moi à ton âge de Bruno Garcia : Madame Maréchal
- 2013 : Vive la colo !, série créée par Didier Le Pêcheur et Dominique Ladoge, saison 2 : Capucine Kabick
- 2013 : La Croisière, épisode Révélations réalisé par Pascal Lahmani : Alice Fagondo
- 2014 : Origines, série créée par Tristan Petitgirard, Pascal Perbet et I.K. Patard : Sœur Astrid
- 2014 : Passage du désir, épisode Le Secret de Manta Corridor réalisé par Jérôme Foulon : Yvette
- 2015 : Meurtres à Carcassonne de Julien Despaux : Éliane Carvalho
- 2015 : La Clinique du docteur H d'Olivier Barma : Edwige
- 2016 : Alice Nevers : Le juge est une femme, épisode Survivre réalisé par Akim Isker : Annick Laforge
- 2016 : Mongeville, épisode Faute de goût réalisé par Stéphane Malhuret : la cheffe de cuisine collègue de Pierre Lelandais
- 2016 : Les Beaux Malaises d' Éric Lavaine
- 2017 : Cherif, épisode La Mort de Kader Chérif : Hélène Sinclair
- 2017 : Fais pas ci, fais pas ça, épisode Nous vieillirons ensemble ! réalisé par Michel Leclerc : la libraire
- 2017 : Paris, etc. de Zabou Breitman : la directrice d'école
- 2017 - en cours: Les Bracelets rouges, série créée par Albert Espinosa Puig et Pau Freixas : docteur Louise Riffier
- 2017 - 2019 : On va s'aimer un peu, beaucoup..., série créée par Emmanuelle Rey-Magnan et Pascal Fontanille : Colette
- 2018 : Section de recherches, épisode Mauvaise fréquentation réalisé par Alexandre Pidoux : Valérie Frot
- 2018 : Dix pour cent, épisode ASK réalisé par Marc Fitoussi : la « deuxième » Isabelle Huppert
- 2020 : Les Rivières pourpres (épisode Furta sacra) : la directrice de l'orphelinat
- 2019 : Caïn (épisode  Chemin de Compostelle) : Anita
- 2020 : Das Boot : Sylvie Maille
- 2021 : L'Ami qui n'existe pas de Nicolas Cuche : Docteur Casteran
- 2022 : Qu'est-ce qu'elle a ma famille ? d'Hélène Angel : Agnès
- 2022 : L'Histoire d'Annette Zelman de Philippe Le Guay : Kaïla
- 2023 : Les Enchantés (téléfilm) de Stanislas Carré de Malberg : la juge Bloch
- 2024 : Bénie soit Sixtine de Sophie Reine : Muriel

## Théâtre
- 2004 : L'Hiver sous la table de Roland Topor, mise en scène Zabou Breitman, Théâtre de l'Atelier
- 2005 : L'Hiver sous la table de Roland Topor, mise en scène Zabou Breitman, Théâtre national de Nice
- 2012-2013 : À la française d'Édouard Baer, mise en scène de l'auteur, Théâtre Marigny
- 2016-2017 : Clérambard de Marcel Aymé, mise en scène Jean-Philippe Daguerre, tournée et Festival d'Avignon off puis théâtre 13
- 2019 : Suite française de Irène Némirovsky, mise en scène Virginie Lemoine, théâtre La Bruyère
- 2024 : Normal de Jane Anderson, mise en scène Julie Delarme, Festival off d'Avignon La Scala Provence